# Ослобођење Чачка
Ослобођење Чачка је била заједничка партизанско-четничка акција. Немци су се рано ујутро 1. октобра 1941. повукли из Чачка, а у град су без борбе ушле партизанско-четничке снаге. Потом је формирана заједничка команда места. Партизански представник је био Миленко Никшић (командант Љубићког батаљона Чачанског НОП одреда) а четнички — капетан Богдан Марјановић.
Први проглас о ослобођењу Чачка штампао је Јелички четнички одред. Истог дана обратио се једним прогласом Чачанима и пуковник Драгољуб Михаиловић. Четници су у ослобођеном Чачку организовали параду, а девојке су китиле четнике цвећем.

## Контроверзе око борбе за Чачак
Према писању бројних учесника догађаја, борба за Чачак је у великој мери измишљена. Генерал Беме, командант Србије, наредио је 28. септембра напуштање Чачка, које је обезбеђено интервенцијом моторизоване колоне из Краљева. Такође су спорни подаци о погинулим четницима и заробљеним Немцима.
... са сигурношћу зна да у борбама за ослобођење Чачка није погинуо, нити је рањен ни један припадник партизана ни четника. Тог 1. октобра у Чачку је погинуло од бомбардовања немачке авијације девет грађана. Пре тога, 24. септембра, на планини Јелици, где је био логор четничких јединица Немци су извршили артиљеријски напад погинула су четири четника, а један је другог дана као рањеник умро у гучкој болници. Били су то: Антоније Биорчевић из Драгојевца, Радисав Ђоковић, Мирко Радуловић и Момир Поледица из Трешњевице. Од бомбардовања немачких авиона на Здрављаку на Јелици 29. септембра погинуо је и Гвозден Росић, из Ртију.
Имена наводно погинулих четника у овој борби не налазе се ни у трећем тому зборника Горана Давидовића и Милоша Тимотијевића, где је у обухватном списку жртава чачанског краја наведена имена 88 четника који су током 1941. погинули у борбама са Немцима. Борбе за Чачак су почеле одмах након извршења мобилизације 22. септембра 1941. па све до 1. октобра. У том периоду погинуло је више четника Јеличког четничког одреда, што је документовано у Амбулантом дневнику Гучке болнице.
Нетачне су и тврдње да је при ослобођењу Чачка заробљено 50 немачких војника... Савременици знају да је по ослобођењу Чачка у граду остао само један немачки војник, који се био прикрио у згради гимназије, у просторијама где је лагерован угаљ...
 У књизи Затамњена прошлост није наведено да је приликом ослобођења Чачка заробљено 50 немачких војника. Историјска чињеница је да је у Чачку током октобра у касарни бившег 19. артиљеријског пука био смештен логор за заробљене немачке војнике на устаничкој територији, нарочито заробљене код Горњег Милановца.
Након ослобођења, у Чачку је успостављена заједничка партизанско-четничка команда града.